# Bethesda Softworks
Bethesda Softworks LLC là một hãng phát hành trò chơi điện tử Mỹ có trụ sở tại Rockville, Maryland. Công ty được Christopher Weaver thành lập vào năm 1986 với tư cách là một chi nhánh của Media Technology Limited, và sau đó trở thành một công ty con của ZeniMax Media vào năm 1999. Trong 15 năm đầu hoạt động, Bethesda Softworks là một công ty phát triển trò chơi điện tử và tự phát hành các trò chơi của mình. Năm 2001, Bethesda tách đội ngũ phát triển ra thành Bethesda Game Studios, và từ đó chỉ tiến hành hoạt động phát hành. Bethesda Softworks là nhà phát hành của các trò chơi do tất cả các studio của ZeniMax sản xuất.

## Các trò chơi đã phát hành
- Wayne Gretzky Hockey (1988–1992)
- Loạt trò chơi Terminator (1990–1992)
- Loạt trò chơi The Elder Scrolls (1994–nay)
- The Terminator: Future Shock (1995)
- Skynet (trò chơi điện tử) (1996)
- Symbiocom (1998)
- Zero Critical (1998)
- Loạt trò chơi IHRA Drag Racing (2000–2004)
- Loạt trò chơi Cướp biển vùng Caribbean (2003–2006)
- Call of Cthulhu: Dark Corners of the Earth (2005)
- Loạt trò chơi Star Trek (2006)
- Loạt trò chơi Fallout (2008–nay)[a]
- Wet (2009)
- Rogue Warrior (2009)
- Rage (2010–2019)
- Brink (2011)
- Hunted: The Demon's Forge (2011)
- Dishonored series (2012–2017)
- Loạt trò chơi Doom (2012–nay)
- Loạt trò chơi Wolfenstein (2014–nay)
- Loạt trò chơi The Evil Within (2014–2017)
- Prey (2017)
- Deathloop (2020)
- Ghostwire: Tokyo (2021)